# Estadio Augustin Monédan de Sibang
El Estadio Augustin Monédan de Sibang es un estadio utilizado principalmente para partidos de fútbol en Libreville, Gabón. Juegan como local los equipos gabonenses de Sogéa FC, Missile FC, y Cercle Mbéri Sportif del campeonato de Gabón Championnat National D1. El estadio tiene capacidad para 7000 personas.